# Idioma soninké
El idioma soninké (también llamado sarakole, sarahule, serahuli y marka) es hablado aproximadamente por un millón y medio de personas principalmente de la etnia soninké en Malí, Senegal, Gambia y Mauritania.

## Localización
- En Burkina Fasso: Viven principalmente en el suroeste del país a lo largo de las fronteras de Malí y Costa de Marfil, en los alrededores de Nouna y Dédougou, provincias de Kossi y Mouhoun.
- En Costa de Marfil. Viven principalmente a lo largo de la frontera con Malí y Burkina Fasso.
- En Malí: Viven principalmente a lo largo del río de Senegal, en la zona fronteriza con Senegal, siendo las poblaciones con más soninké las de Kayes, Yelimane, Nioro, Nara, Banamba y Yélémané.
- En Mauritania: Viven a lo largo de la frontera del sudoeste, en la región de Chamama o en la de Guidimakha.
- En Senegal: Principalmente en el norte y sur de Bakel, a lo largo del río Senegal, siendo las poblaciones con más soninké las de Bakel, Ouaoundé, Moudéri, Yaféra, Jara y Gajaga.
- En Gambia: Pueblos como Lamoi, Misira, Gambissara Arantxi, Diabugu

Pueblos vecinos: fulani, bamana, wólof, senufo, bobo.

## Descripción lingüística

### Gramática
El soninké exhibe las características típicas de las lenguas mandé, escasa morfología verbal, morfología nominal reducida, carácter altamente aislante. El nombre no distingue género, a diferencia de la mayor parte de lenguas Níger-Congo.
La conjugación verbal se hace principalmente por medio de auxiliares teniendo la raíz dos formas básicas, una asociada al aspecto perfectivo y otra al imprefectivo. El tiempo (pasado, presente, futuro), la polaridad y a veces también el aspecto, se realiza mediante auxiliares:
|            | Afirmativa                                      | Negativa                                            |
| ---------- | ----------------------------------------------- | --------------------------------------------------- |
| Imperfecto | (1a) A wa riini 3ªPER AUX venir 'él viene'      | (1b) A nta riini 3ªPER AUX venir 'él no viene'      |
| Perfecto   | (2a) A Ø ri 3ªPER AUX venir.PERF 'él ha venido' | (2b) A ma ri 3ªPER AUX venir.PERF 'él no ha venido' |